# Dolmen de Menga
El dolmen de Menga es un monumento megalítico, declarado Patrimonio Mundial el 15 de julio de 2016 y Bien de Interés Cultural, situado en la ciudad de Antequera (Málaga, Andalucía, España), formando parte del Sitio de los Dólmenes de Antequera. Se encuentra en el recinto primero junto al dolmen de Viera, en la zona monumental denominada Campo de los Túmulos.

## Estructura
Se trata de un sepulcro de corredor, conforme a la tradición atlántica de dolmen de galería cubierta. Está construido con grandes piedras verticales (ortostatos) y horizontales (cobijas). En la planta se distinguen un atrio, un corredor y una gran cámara funeraria de 6 m de anchura y 3,5 m de altura.

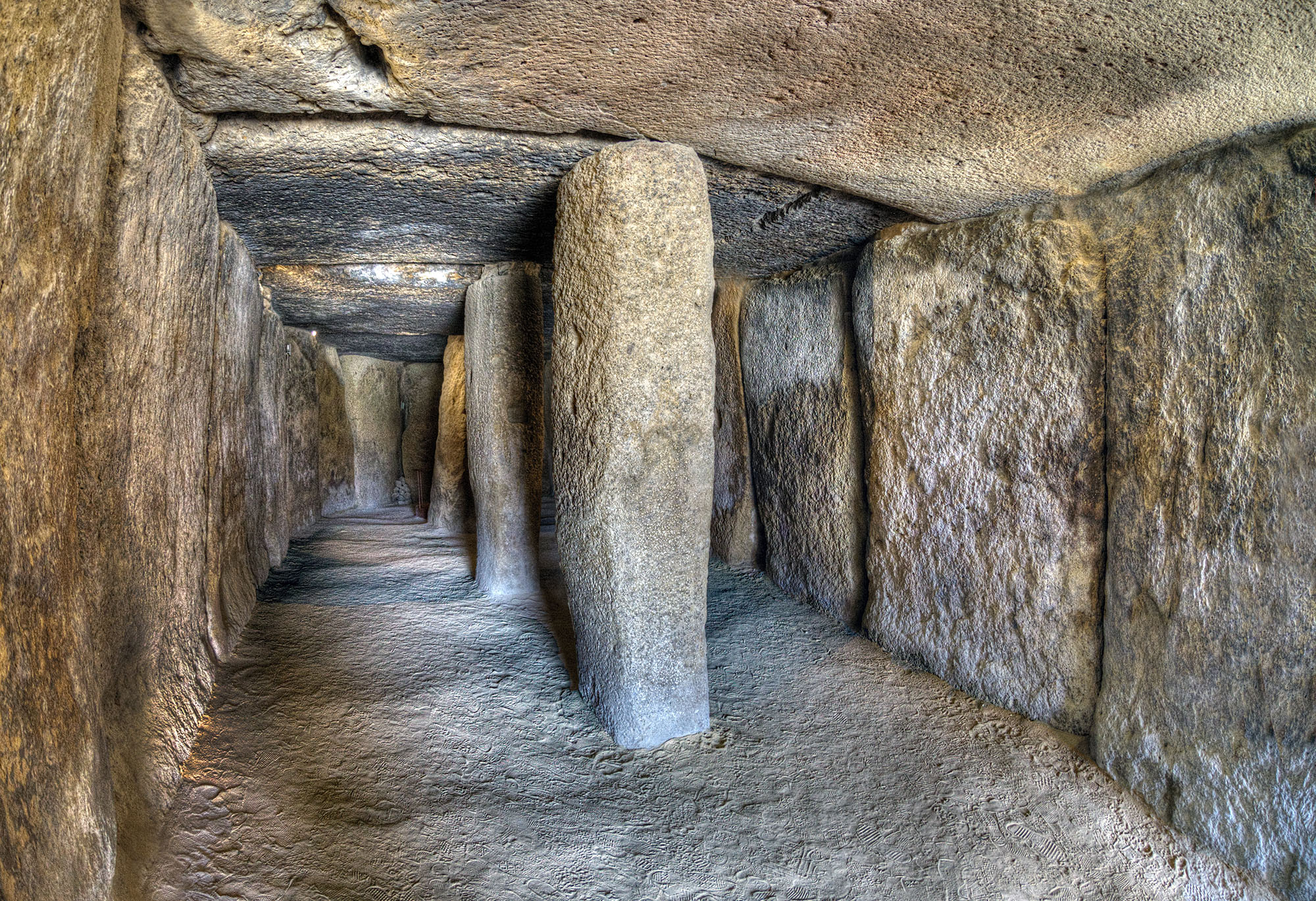
Vista del interior

Sus dimensiones son colosales teniendo en cuenta que la longitud total del conjunto alcanza los 27,5 m, que la cámara del fondo tiene 3’5 m de altura y 6 m de anchura, lo que supone que la última cobija llega a pesar unas ciento ochenta toneladas y la presencia de pilares intermedios, un recurso constructivo muy raro en el megalitismo europeo.
Otra singularidad que no encuentra referentes en Europa es la presencia de un pozo profundo y estrecho en el fondo de la cámara. Presenta en el primer ortostato del corredor una serie de grabados antropomorfos en forma de cruz así como de estrella. La estructura del dolmen se cubre con un túmulo de 50 m de diámetro, como el dolmen de Viera.

## Historia
Construido en el 3750-3650 a. C. aprox. (Neolítico), la primera referencia al dolmen de Menga aparece en una licencia del Obispo de Málaga en 1530, autorizando la construcción de un pequeño lugar de oración en una finca próxima a este bien.

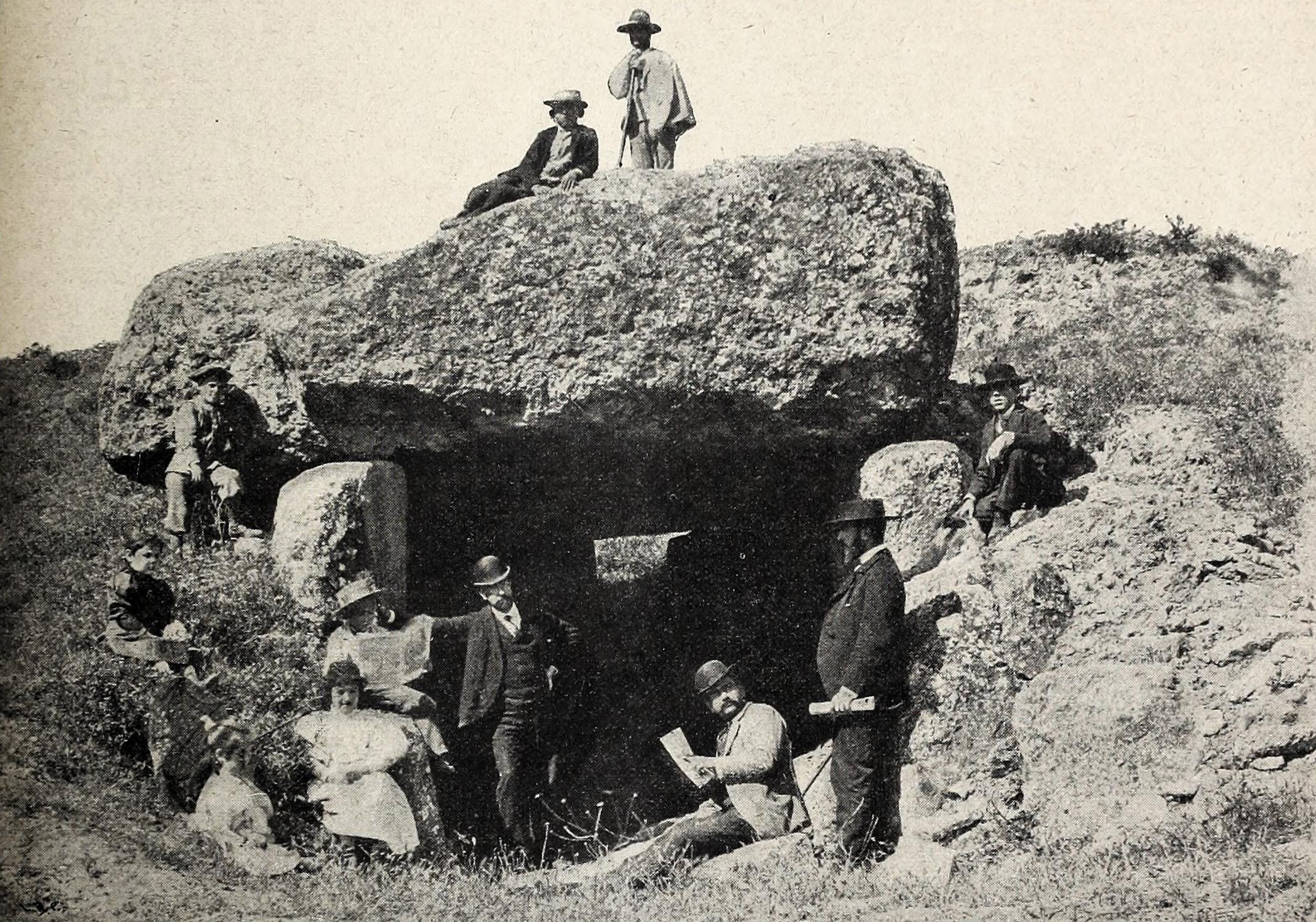
Grupo posando junto al dolmen a finales del (Blanco y Negro, 1896)

A lo largo de los siglos XVII y XVIII se menciona en numerosas publicaciones de carácter histórico-artístico aunque no es hasta 1847 cuando se redacta la primera monografía científica al respecto, la Memoria sobre el templo druida hallado en las cercanías de la ciudad de Antequera, provincia de Málaga, del arquitecto malagueño Rafael Mitjana y Ardison.
Las intervenciones de conservación y musealización in situ que se han venido realizando desde mediados del siglo XX no han modificado su estructura ni imagen, por lo que se mantiene auténtico en su integridad.

## Valor cultural
Su valor universal excepcional estriba en su monumentalidad y su orientación anómala a la Peña de los Enamorados. Esta singularidad es detectada por el arqueoastrónomo Michael Hoskin tras medir más de 2000 dólmenes por el Mediterráneo, quedando documentada en su obra Tumbas, templos y sus orientaciones: una nueva perspectiva sobre la Prehistoria del Mediterráneo (2001). 
Su eje se interseca con la peña en un abrigo con pinturas rupestres, el abrigo de Matacabras. Junto al tholos de El Romeral, constituye un ejemplo único de monumentalización paisajística por el que los hitos naturales se perciben como monumentos y las construcciones se presentan bajo la apariencia de paisajes naturales.

## Grado de protección
- 1886: declaración como Monumento Nacional.
- 1923: declaración conjunta de los dólmenes de Menga y Viera como Monumento Nacional.
- 2009: declaración BIC de los dólmenes de Antequera como zona arqueológica, constituida por los dólmenes de Menga y Viera y el tholos de El Romeral.[6]
- 2016: Patrimonio Mundial en la figura del Sitio de los Dólmenes de Antequera[7]

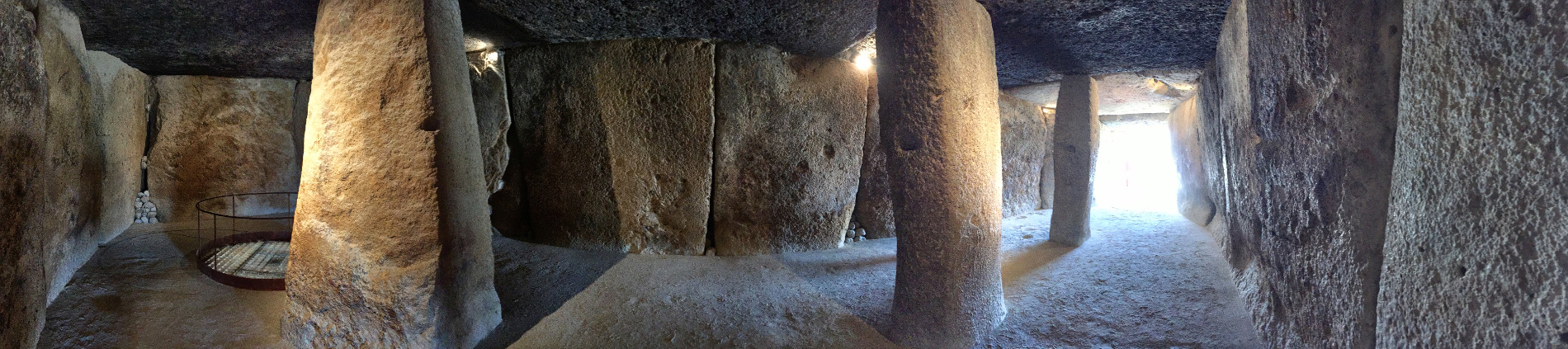
Vista panorámica interior